# متریالایز
متریالایز (انگلیسی: Materialise) شرکت فناوری اطلاعات بلژیکی است، که در سال ۱۹۹۰ تأسیس شد.